# Sancha de Portugal (1180–1229)
D. Sancha Sanches de Portugal (Coimbra, 1180 — Mosteiro de Celas, Coimbra, 1229), a segunda filha do rei D. Sancho I de Portugal, foi senhora de Alenquer.

## Querelas com D. Afonso II de Portugal, seu irmão
Por morte de D. Sancho I de Portugal, Sancha deveria receber, segundo as disposições testamentárias do pai, o castelo de Alenquer, com o resto do termo da vila, e todos os rendimentos aí produzidos, podendo usar o título de rainha enquanto senhora desse mesmo castelo.
Isto gerou uma luta com seu irmão D. Afonso II de Portugal, que desejando centralizar o poder, obstou à prossecução do testamento do pai, impedindo a infanta-rainha de receber os títulos e os réditos a que tinha direito - de facto D. Afonso II temia que esta pudesse passar a eventuais herdeiros o vasto património que o testamento lhe legava, criando assim um problema à soberania do rei de Portugal e dividindo quase o país ao meio.
O testamento previa também terras e castelos para as suas irmãs D. Teresa e D. Mafalda, tendo-se formado um partido de nobres afectos às infantas, liderado pelo infante D. Pedro (que se acolheu a Leão sob a protecção de Teresa, então rainha de Leão, e tomou algumas praças transmontanas), mas que acabaria por sair derrotado; só com a morte de Afonso II, o seu filho D. Sancho II resolveu o problema, concedendo os rendimentos dos castelos às tias, nomeando os seus alcaides de entre os nomes que estas propusessem, pedindo-lhes apenas que renunciassem ao título de rainhas - assim se estabeleceu enfim a paz no reino, em 1223.

## Vida religiosa e beatificação
Devotada à vida religiosa, fundou o mosteiro de Celas (cisterciense), no qual viveu a maior parte da sua vida; o seu corpo foi depois depositado no Mosteiro de Lorvão, regido pela sua irmã Teresa.
A 13 de Dezembro de 1705, D. Sancha foi beatificada pelo Papa Clemente XI, através da bula Sollicitudo Pastoralis Offici, juntamente com a sua irmã Teresa.